# Zeta de Perseu
Zeta de Perseu (ζ Persei) és la tercera estrella amb més brillantor a la constel·lació de Perseu, per darrere de Mirfak (α Persei) i Algol (β Persei). La seva magnitud aparent és +2,85. És membre de l'Associació estel·lar Perseus OB2 o «Associació estel·lar de Zeta Persei», anomenada així per les estrelles de tipus O i B que conté. Aquesta associació es troba a una distància aproximada del sistema solar de 960 anys llum.

## Característiques
Zeta de Perseu és una supergegant blanc-blavós de tipus espectral B1Ib molt calent -la seva temperatura efectiva arriba als 22.040 K - i enormement lluminós, sent la seva lluminositat equivalent a la de 105.000 sols. Té un diàmetre 21 vegades més gran que el de l'Sol i rota amb una velocitat de rotació projectada de 54 km/s. El seu contingut metàl·lic és una mica inferior al solar, sent el seu índex de metal·licitat [Fe / H] = -0,08. Una estrella d'aquestes característiques té una vida curta: s'estima la seva edat actual en uns 12,6 milions d'anys i, amb una massa de 19 masses solars, no li queda gaire temps per explotar com una supernova.
Dues companyes llunyanes completen el sistema estel·lar de Zeta de Perseu. La primera d'elles, anomenada Zeta de Perseu B, és un estel blanc-blavós de tipus B8 i magnitud +9,16, situat a unes 3900 ua de l'estrella principal; empra almenys 50.000 anys a completar una òrbita al voltant de l'estrella primària. L'altre possible acompanyant, Zeta de Perseu E, és un estel blanc de tipus A2 tan allunyat -la seva distància projectada és de 36.000 ua- que no se sap amb certesa si està gravitacionalment unit a Zeta de Perseu.